# Ciafid

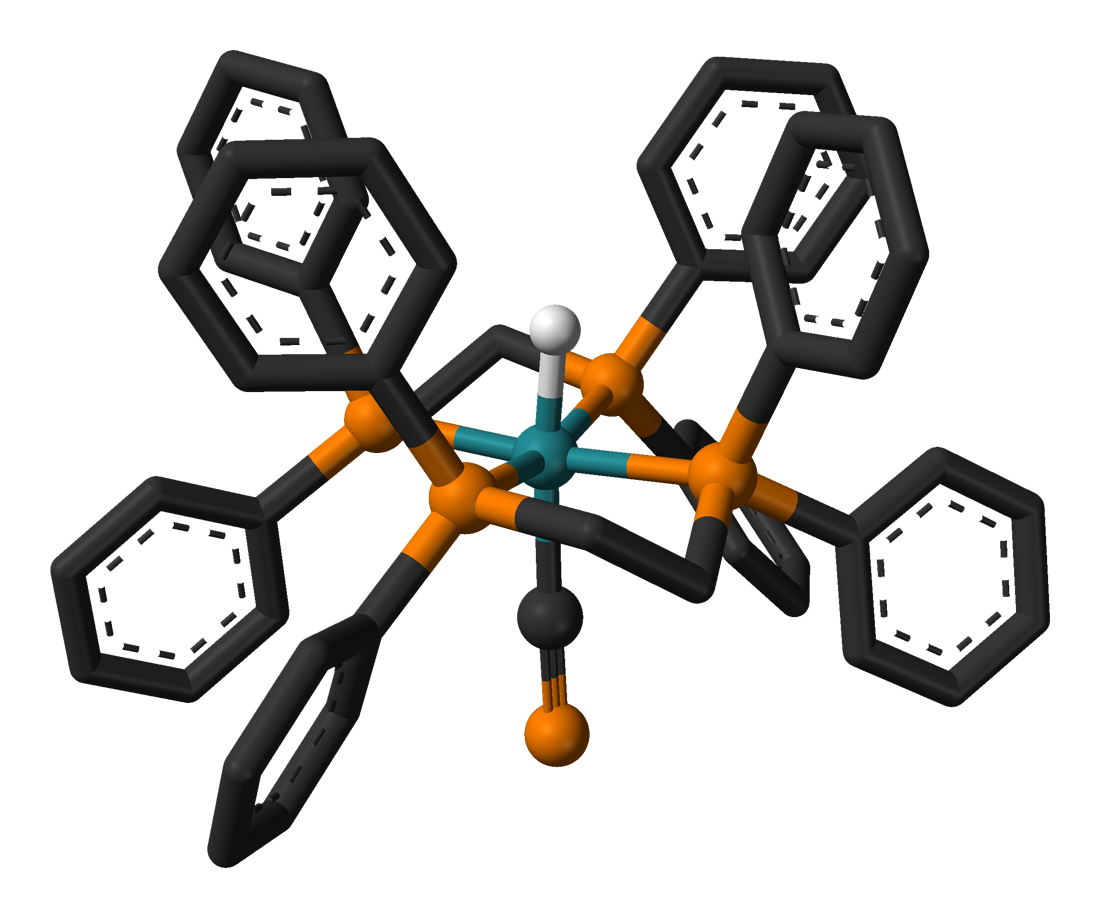
Az első átmenetifém–ciafid komplex, a RuH(dppe)_{2}(CP) szerkezete

A ciafid (P≡C−) a cianid foszforanalóg vegyülete. Nem ismert sóként, azonban in silico mérések szerint az ionban a negatív töltés főként a szénatomon található (0,65), szemben a foszforral.

## Előállítása
Fémorganikus ciafidkomplexekről számoltak be 1992-ben. A modernebb előállítási módszerek más utakon történnek:

### SiR3-funkcionalizált foszfaalkinekből
Az η1-koordinált foszfaalkinkomplex, a transz–[RuH(P≡CSiPH3)(dppe)2]+ alkoxiddal való kezelése deszililációt okoz, amit a megfelelő szénkötött ciafidkomplexszé történő átrendeződés követ.  A ciafid-alkinil komplexeket hasonlóan állítják elő.

### 2-foszfaetinolátból (P≡CO−)
Aktinoida–ciafid komplex állítható elő a foszfaetinolátion C–O kötésének felszakadásából. A ((Ad,MeArO)3N)U3+(DME)] és a [Na(OCP)(dioxán)2,5] reakciója [2.2.2]kriptand jelenlétében kétmagú, oxo-kötött uránkomplexet eredményez C≡P ligandummal

## Fordítás
Ez a szócikk részben vagy egészben  a   Cyaphide című angol Wikipédia-szócikk ezen változatának fordításán alapul.  Az eredeti cikk szerkesztőit annak laptörténete sorolja fel. Ez a jelzés csupán a megfogalmazás eredetét és a szerzői jogokat jelzi, nem szolgál a cikkben szereplő információk forrásmegjelöléseként.